# 김신석
김신석(金信錫, 1896년 9월 26일 ~ 1948년 9월 12일)은 일제강점기의 기업인, 정치인이다. 조선총독부 중추원 참의를 지냈다.

## 생애
1896년 9월 26일에 태어났고, 경남 산청 출신이다. 부산상업고등학교를 졸업하고 조선은행에 근무했으며, 회계 업무에서 뛰어난 능력을 보여 금융계에서 명성을 떨쳤다.
이에 대부호이자 금융인인 현준호가 조선은행의 김신석을 발탁해서 자신이 운영하던 호남은행으로 불러왔다. 김신석은 호남은행 목포지점장을 거쳐 전무를 맡았다. 1935년 총독부가 편찬한 《조선공로자명감》에 조선인 공로자 353명 중 한 명으로 수록되어 있다.
1936년 조선총독부 중추원의 참의에 임명되었다. 현준호는 1931년부터 중추원 참의직에 있었기에 김신석이 뒤이어 들어간 셈이며, 두 사람은 나란히 광복 시점까지 연임하며 중추원 참의로 취임했다. 일제 강점기 말기에는 태평양 전쟁 지원에 나서 대화동맹에 가담한 바 있다.

## 가계
딸 김윤남이 홍진기와 결혼하여 홍라희와 홍석현 등을 낳아 이들에게 김신석은 외조부가 된다. 홍라희는 삼성그룹 이병철의 3남이자 삼성의 후계자가 된 이건희와 결혼하였고 현준호의 손녀 현정은은 현대그룹 정몽헌의 배우자가 되어, 대한민국의 대표적인 재벌 그룹인 삼성과 현대가 김신석, 현준호의 일제 강점기부터의 인연으로 연결된다.

## 친일파 명단
2002년 발표된 친일파 708인 명단 중 중추원 부문, 2008년 공개된 민족문제연구소의 친일인명사전 수록예정자 명단 중 중추원, 경제, 친일단체 부문에 선정되었다. 민족문제연구소의 명단에는 사위 홍진기도 들어 있다. 2009년 친일반민족행위진상규명위원회가 발표한 친일반민족행위 705인 명단에도 포함되었다.

## 같이 보기
- 조선총독부 중추원
- 홍진기

## 참고 자료
- 조용헌. “[조용헌 살롱] 현준호와 김신석”. 조선일보. 2017년 11월 19일에 원본 문서에서 보존된 문서. 2007년 12월 15일에 확인함.